# MUKS 1811 Tarnów
MUKS "1811" Tarnów – polski klub koszykarski z Tarnowa, występujący w II lidze męskiej. Klub kontynuuje tradycje ZKS Unia Tarnów i występuje w rozgrywkach ligowych jako MUKS 1811 Unia Tarnów.

## Informacje ogólne
- Pełna nazwa: Międzyszkolny Uczniowski Klub Sportowy "1811" Tarnów
- Rok założenia: 1994
- Barwy:
- Adres: ul. 3 Maja 10, 33-100 Tarnów
- Hala: Hala Sportowo-Widowiskowa im. Shihana Wiesława Gwizda 
 ul. Krupnicza 8a, 33-100 Tarnów

pojemność – 560 miejsc siedzących
- Drużyny:

Seniorzy – 2 Liga Koszykówki Mężczyzn, Runda Zasadnicza: Gr. C
Juniorzy (U-18)
Kadet A (U-16)
Kadet B (U-15)
Młodzik (U-13)
Chłopiec (U-11)

## Wyniki
- Sezon 2018/2019 - 12. miejsce w II lidze męskiej grupie C (bilans 8-18 2052:2152)
- Sezon 2017/2018 – 2. miejsce w III lidze męskiej Krakowskiego Okręgowego Związku Koszykówki (bilans 14-2 1434:1168), awans
- Sezon 2016/2017 – 5. miejsce w III lidze męskiej Krakowskiego Okręgowego Związku Koszykówki (bilans 8-4 909:858)